# Sighișoara
Sighișoara (niem. Schässburg, węg. Segesvár) – miasto w środkowej Rumunii, w okręgu Marusza, nad rzeką Târnava Mare, na Wyżynie Transylwańskiej, siedziba administracyjna gminy Sighișoara. W 2011 roku liczyło ok. 25,6 tys. mieszkańców.
Jeden z najlepiej zachowanych średniowiecznych zespołów miejskich w Europie Środkowo-Wschodniej, wpisany na Listę Światowego Dziedzictwa UNESCO. Miasto jest węzłem kolejowym i drogowym, stanowi także ośrodek przemysłu odzieżowego, spożywczego, włókienniczego, szklarsko-fajansowego, materiałów budowlanych i maszynowego.

## Historia

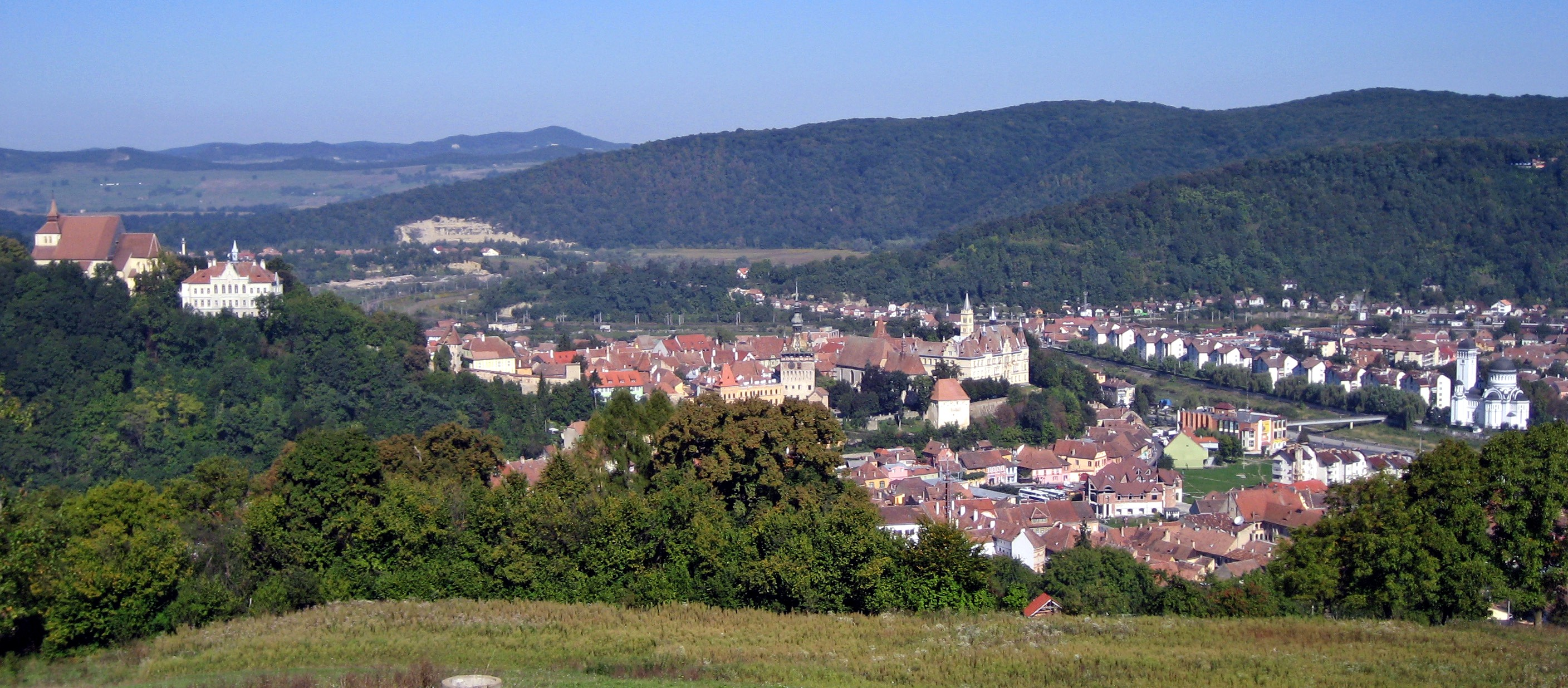
Widok na Sighișoarę z góry

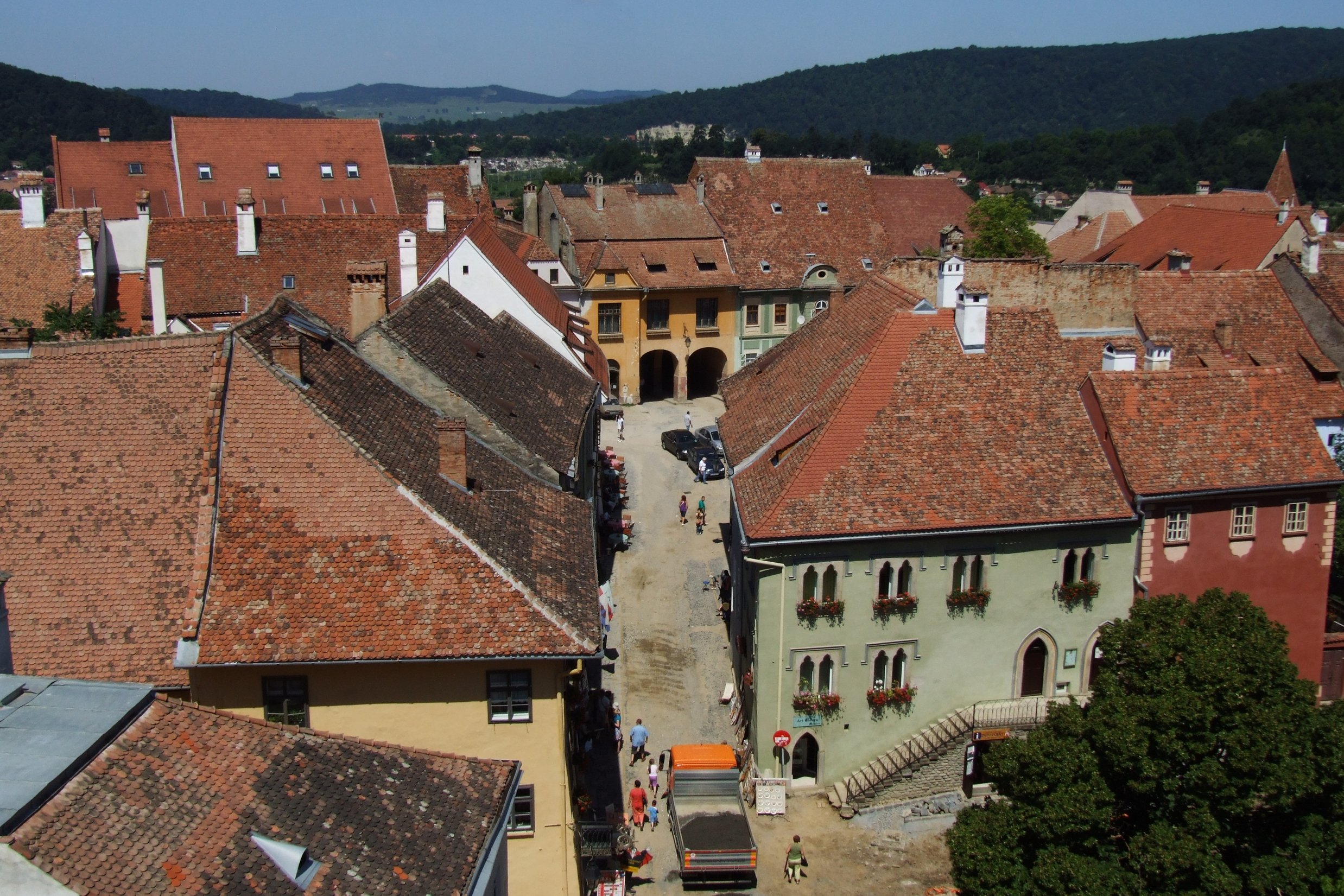
Starówka w Sighișoarze

W wieku XII niemieccy osadnicy i handlarze zwani przez miejscowych Sasami zostali sprowadzeni do Siedmiogrodu (rum. Transilvania) przez króla Węgier, by zasiedlać i bronić granic jego królestwa. Kronikarz Krauss datuje osiedla saskie w Sighișoarze na 1191 rok. Miasto przed 1280 rokiem nazywało się z łaciny Castrum Sex, natomiast od około 1280 Niemcy nazwali je Schespurch. W 1337 Sighișoara stała się domeną królewską i otrzymała prawa miejskie w 1367 roku jako Civitas de Segusvar. W dokumentach z 1435 występuje już pod dzisiejszą nazwą.
Miasto odgrywało ważną strategiczną i handlową rolę na rubieżach Europy Środkowej przez kilka stuleci. Sighișoara stała się jednym z najważniejszych miast Siedmiogrodu (Transylwanii), odwiedzanym przez rzemieślników z całego Cesarstwa. Niemieccy rzemieślnicy dominowali w gospodarce miasta do tego stopnia, że w znacznej części sami zbudowali fortyfikacje obronne. Szacuje się, że między XVI i XVII stuleciem w Sighișoarze istniało 15 gildii i 20 cechów rzemieślniczych. W Sighișoarze mieszkał też barokowy rzeźbiarz Elias Nicolai. Książę Wołoszczyzny (rum. Țara Românească), Wład Diabeł, bił tutaj monety oraz wydał pierwszy dokument zawierający rumuńską nazwę miasta Sighișoara. Miasto było też siedzibą Jerzego Rakoczego, wybranego księciem Siedmiogrodu i królem Węgier w 1629 r.
Sighișoara przecierpiała okupację turecką, pożary i zarazy w XVII i XVIII wieku. Niedaleka równina Albeşti była miejscem Bitwy pod Sighișoarą (węg. Segesvárem), gdzie rewolucyjna armia węgierska pod wodzą Józefa Bema została pokonana przez armię rosyjską dowodzoną przez Ludersa 31 lipca 1849 r. Pomnik wzniesiono w 1852 roku ku czci rosyjskiego generała Skariatina, poległego w tej bitwie. Powszechnie uważa się, że także węgierski poeta Sándor Petőfi zginął w tej bitwie. Pomnik ku jego pamięci wzniesiono w 1897 r. Po I wojnie światowej Sighișoara przeszła w wyniku rozpadu Austro-Węgier w granice Królestwa Rumunii.

## Zabytki
Stare miasto Sighișoary znajduje się pod ochroną jako znakomity przykład niewielkiego ufortyfikowanego średniowiecznego grodu, wpisanego na listę Światowego Dziedzictwa Kultury UNESCO. Co roku w lipcu w starej twierdzy odbywa się Festiwal Średniowieczny.
Sighișoara jest znana z powodu znakomicie zachowanego Starego Miasta. Punktem charakterystycznym miasta jest stara wieża zegarowa wysoka na 64 m, wzniesiona w 1556 roku. Dziś mieści się w niej Muzeum Historyczne. Z jej galerii roztacza się doskonały widok na miasto.
Innymi atrakcjami są:
- XIV-wieczne mury obronne z dziewięcioma[2] zachowanymi basztami i bramami miejskimi,
- gotycki kościół ewangelicki (dawniej katolicki), zwany Kościołem na Wzgórzu (Bergkirche),
- zabytkowy cmentarz ewangelicki, nadal używany (głównie przez społeczność niemieckojęzyczną),
- Gotycki Kościół Klasztorny, pierwotnie dominikanów, z XIII w.[2],
- Kościół katolicki z 1894 r.,
- Prawosławna Katedra Świętej Trójcy w Sighișoarze z lat 30. XX wieku.
- Dom Paulinus, niedaleko Wieży Zegarowej, dziś mieści się tam restauracja,
- Dom Drakuli,

## Galeria

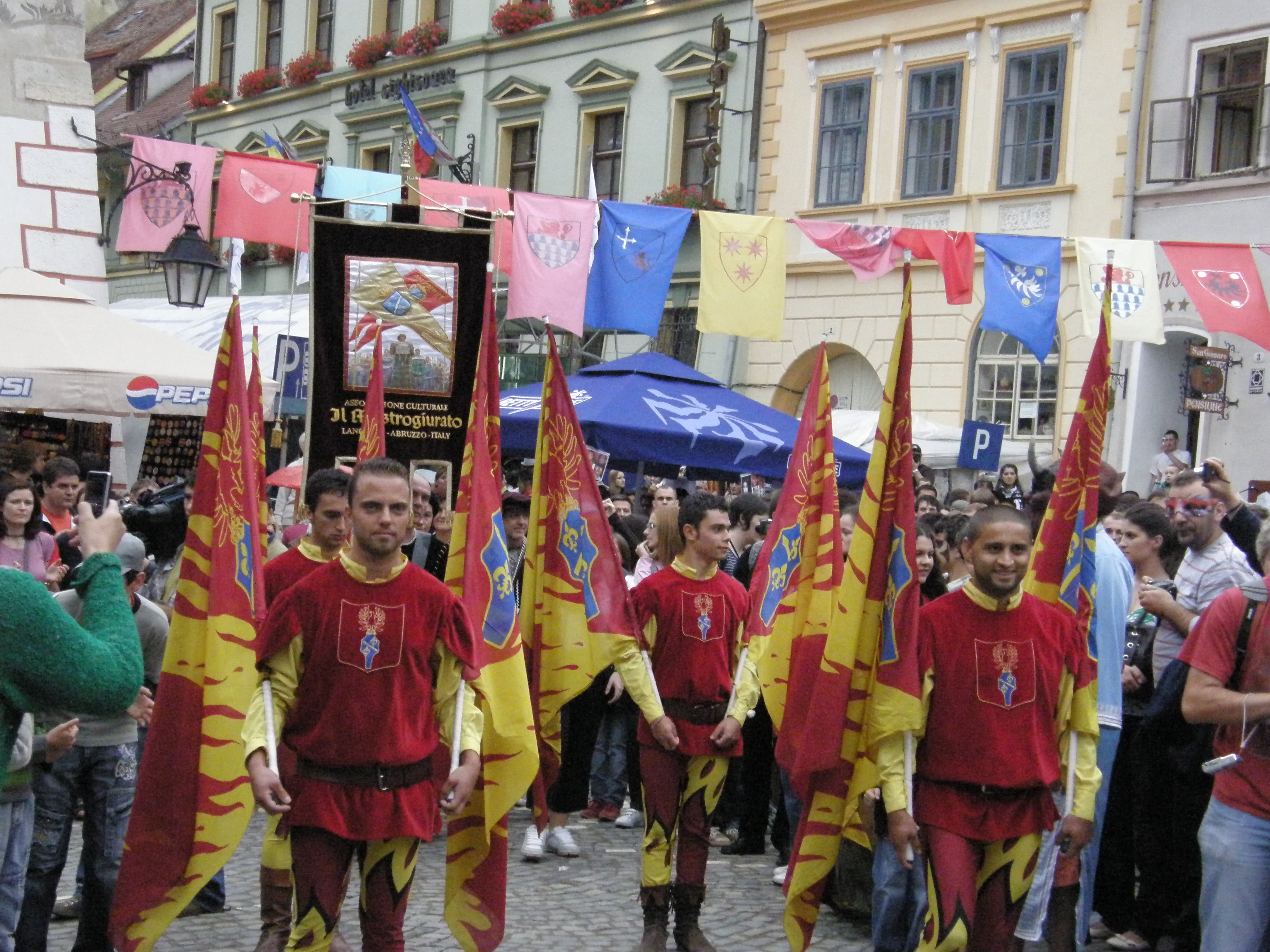
Festiwal Średniowiecza w Sighișoarze
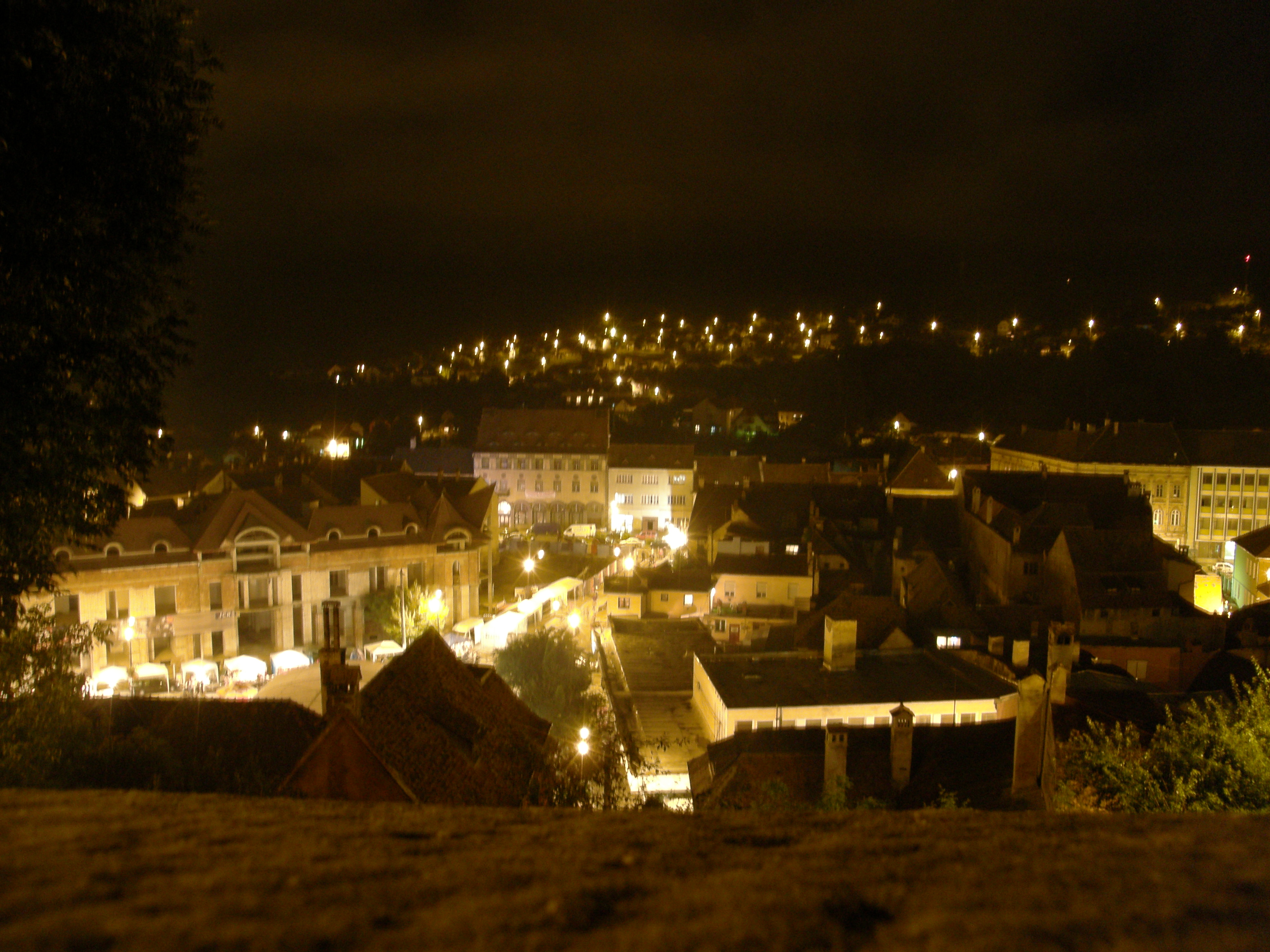
Sighișoara nocą
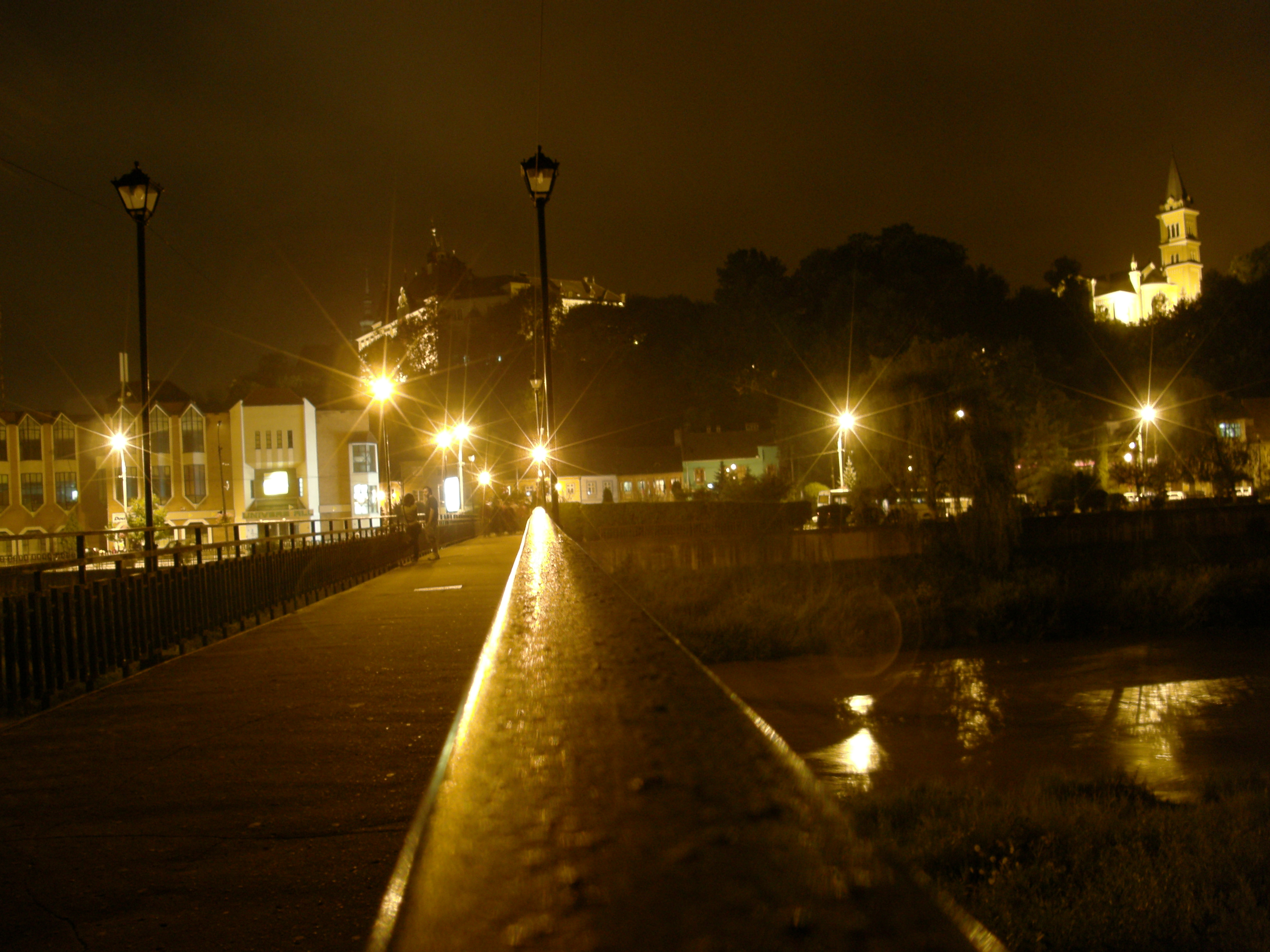
Sighișoara nocą, widok nad rzeką
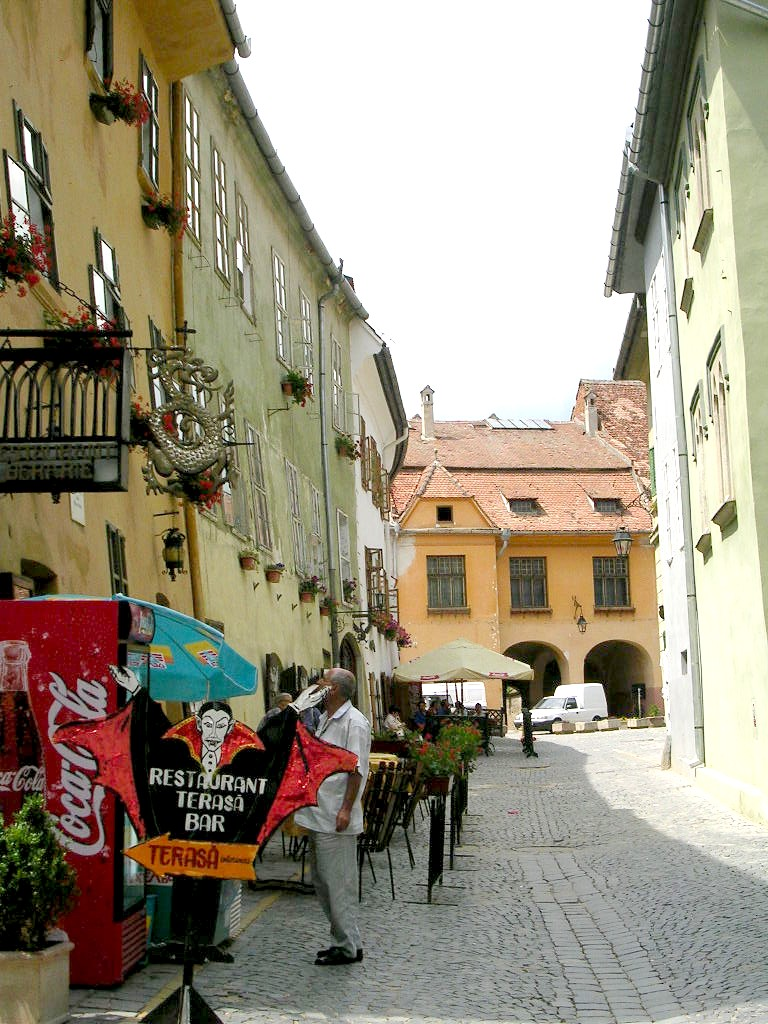
Jedna z wąskich uliczek Sighișoary
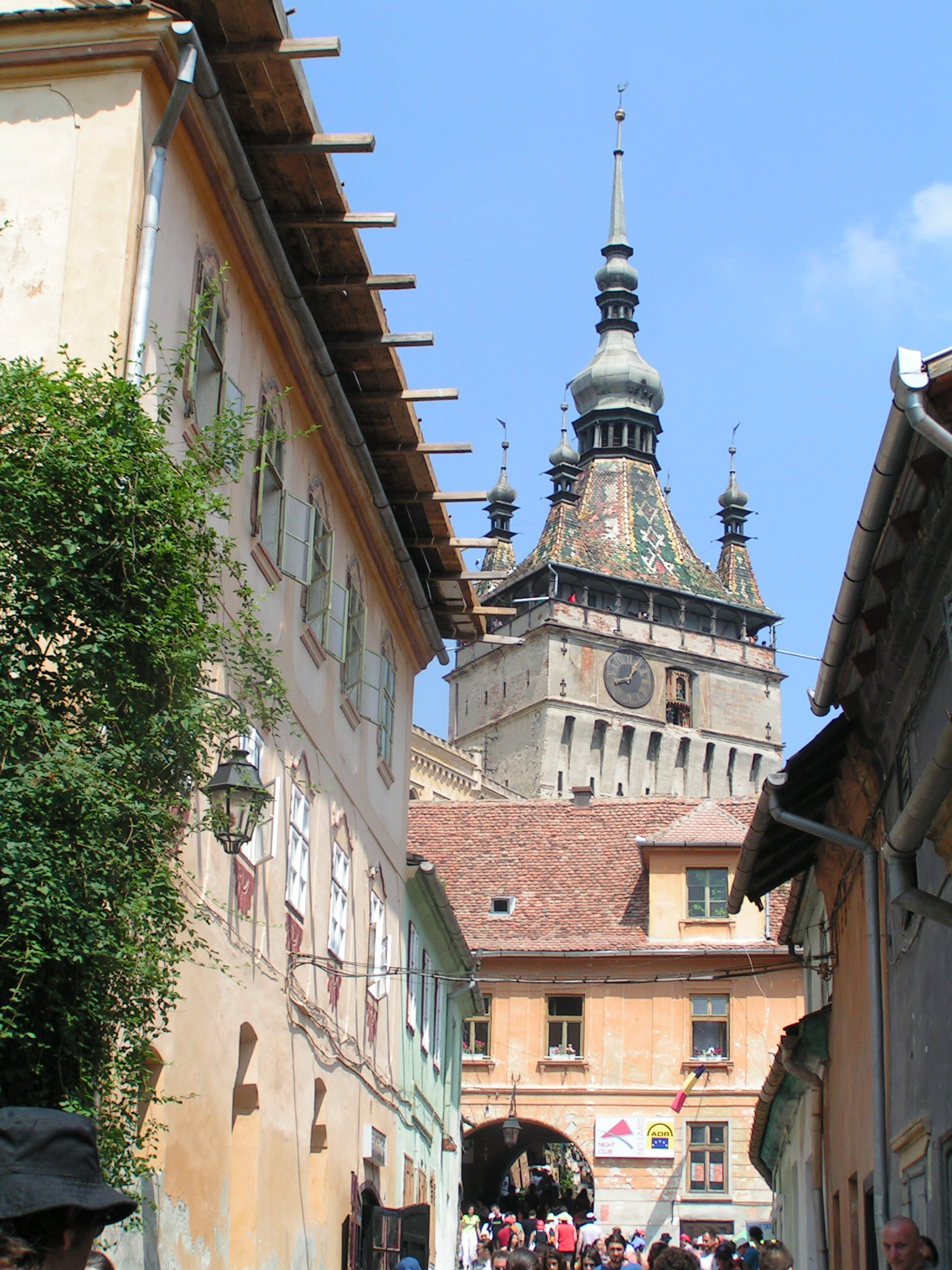
Wieża zegarowa
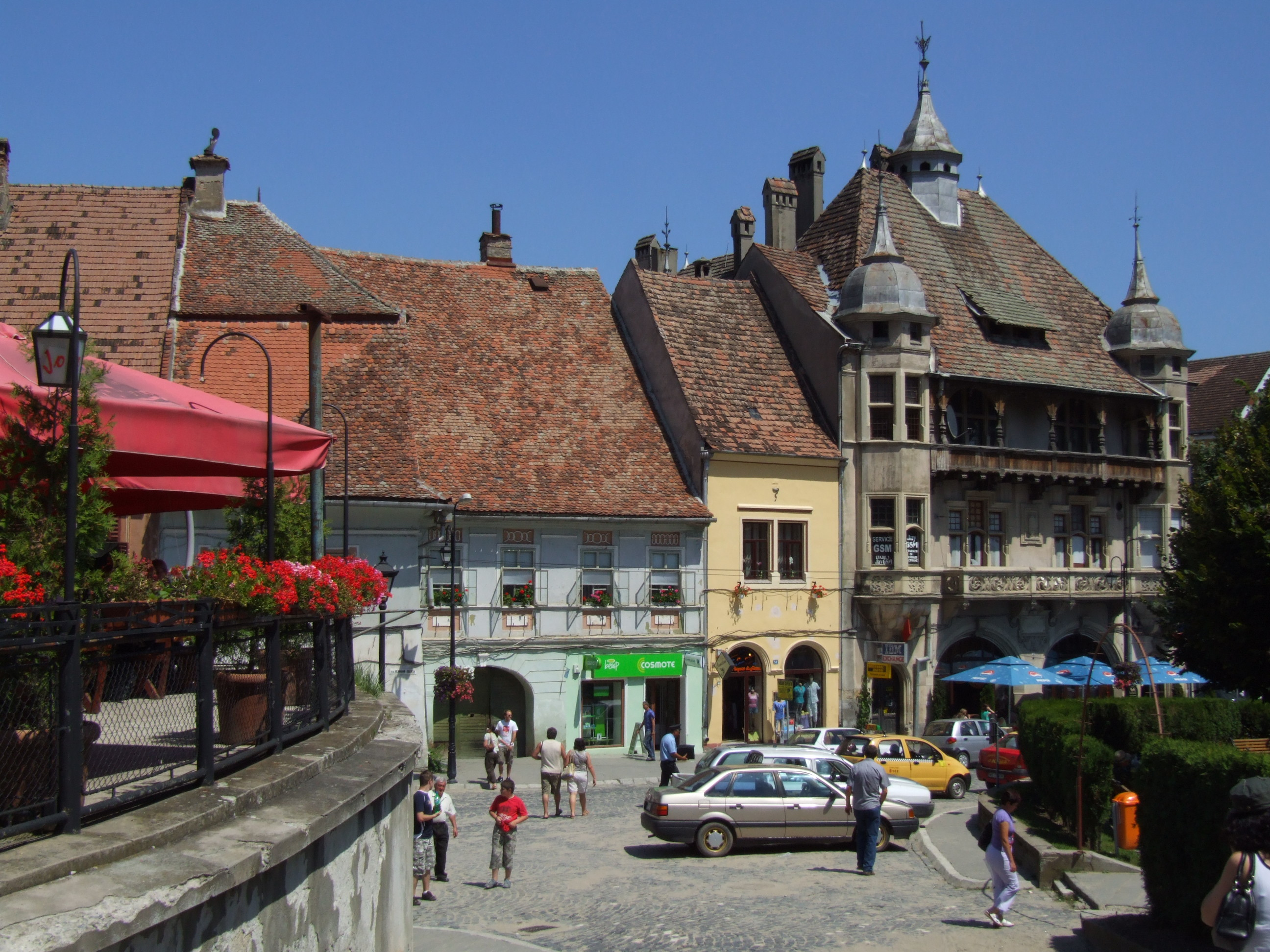
Zabytkowe zabudowania Sighișoary
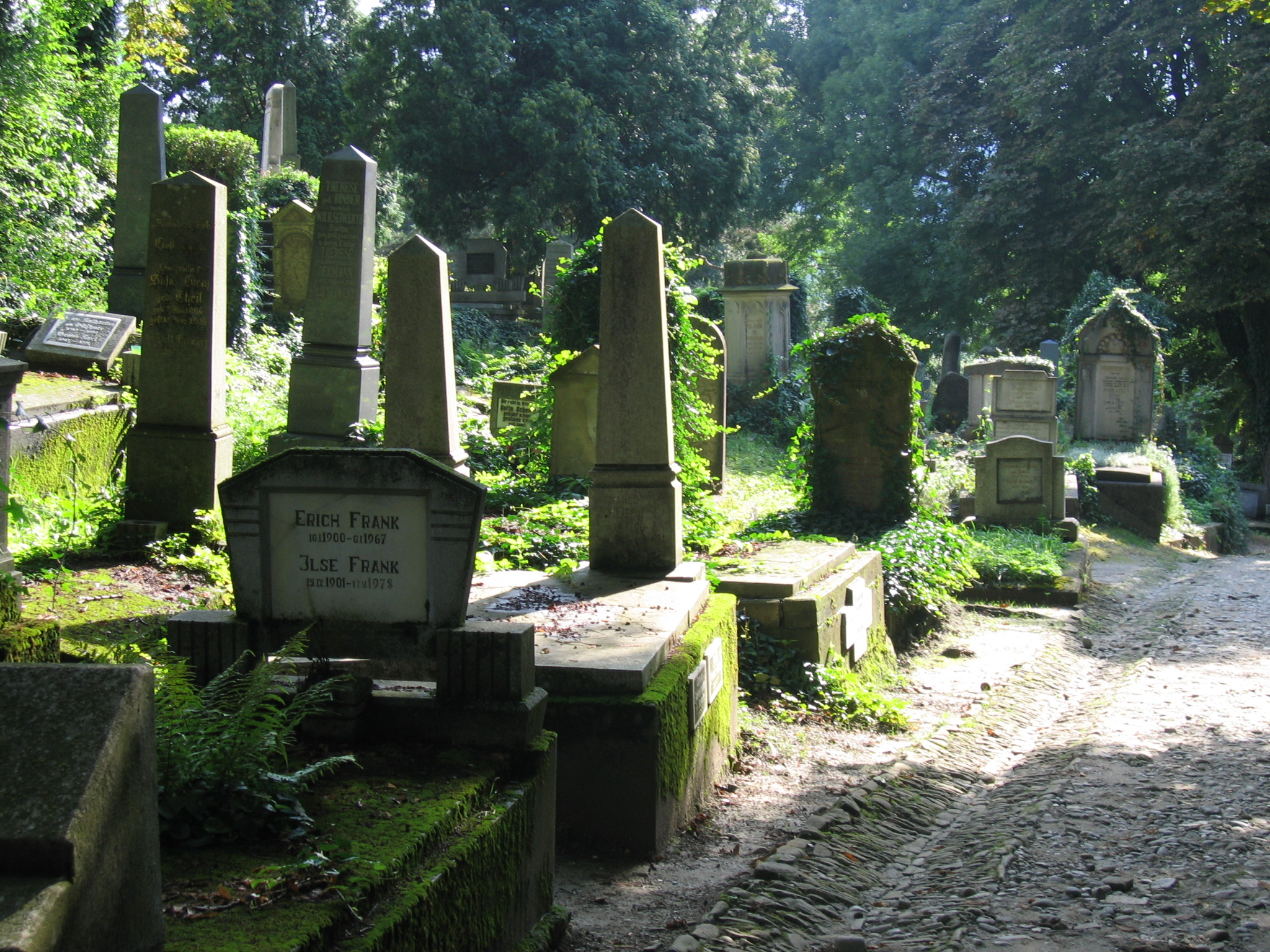
Stary cmentarz niemiecki w Sighișoarze
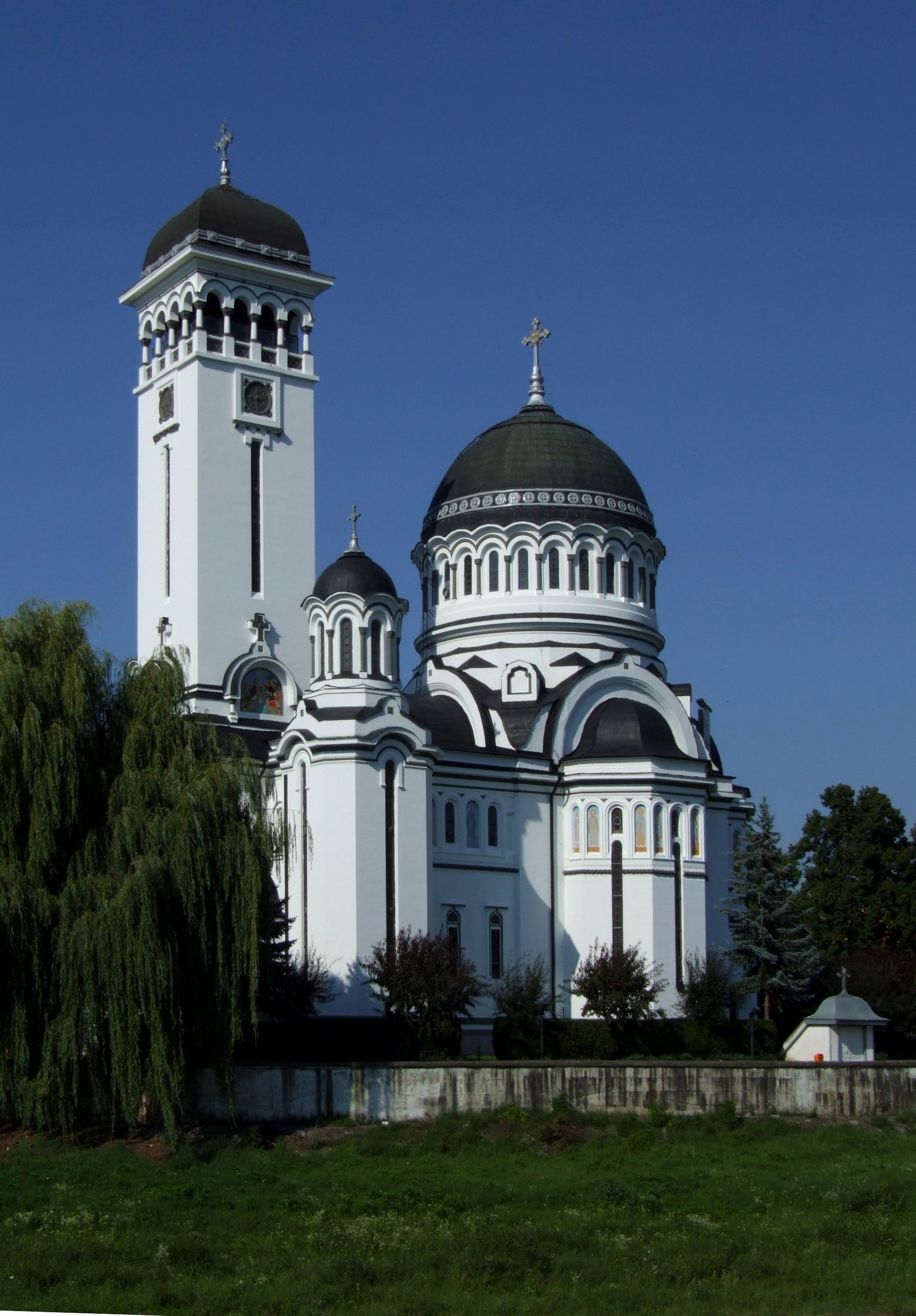
Cerkiew prawosławna w Sighișoarze
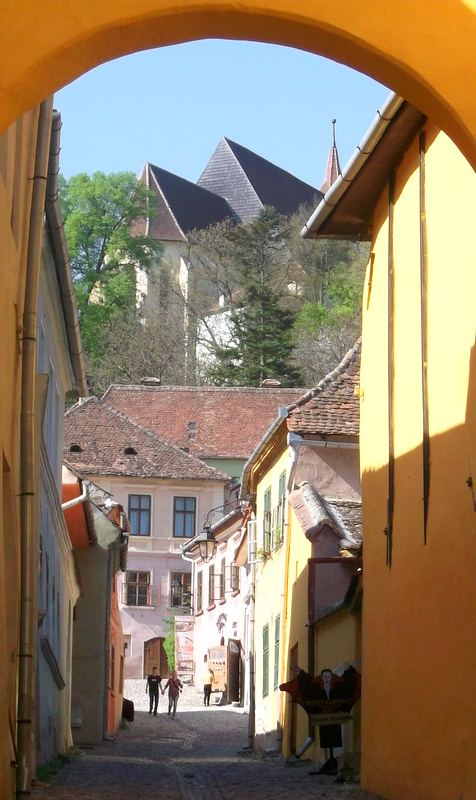
Uliczka w Sighișoarze, w głębi kościół Na Wzgórzu
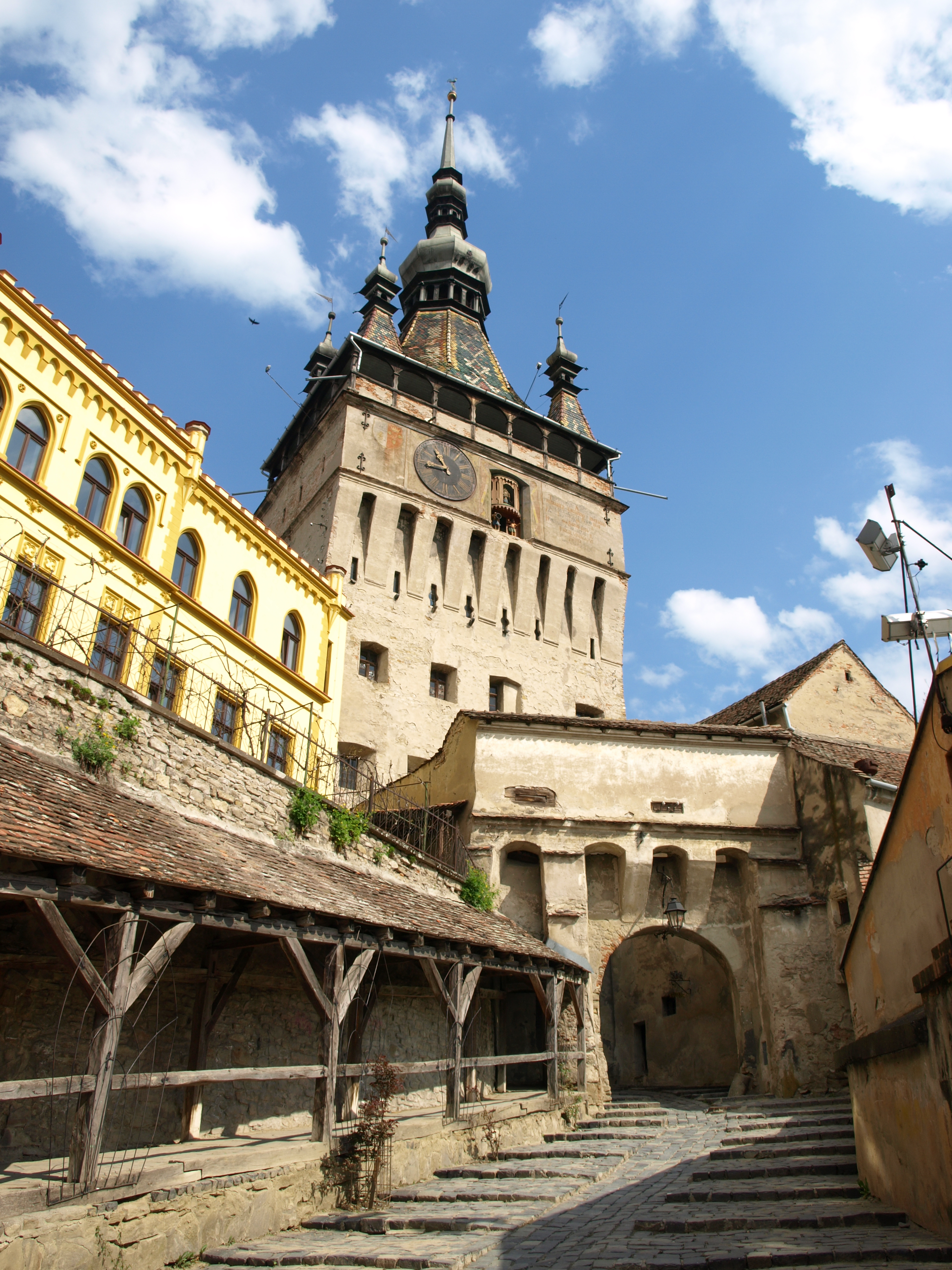
Uliczka w Sighișoarze, w głębi wieża zegarowa
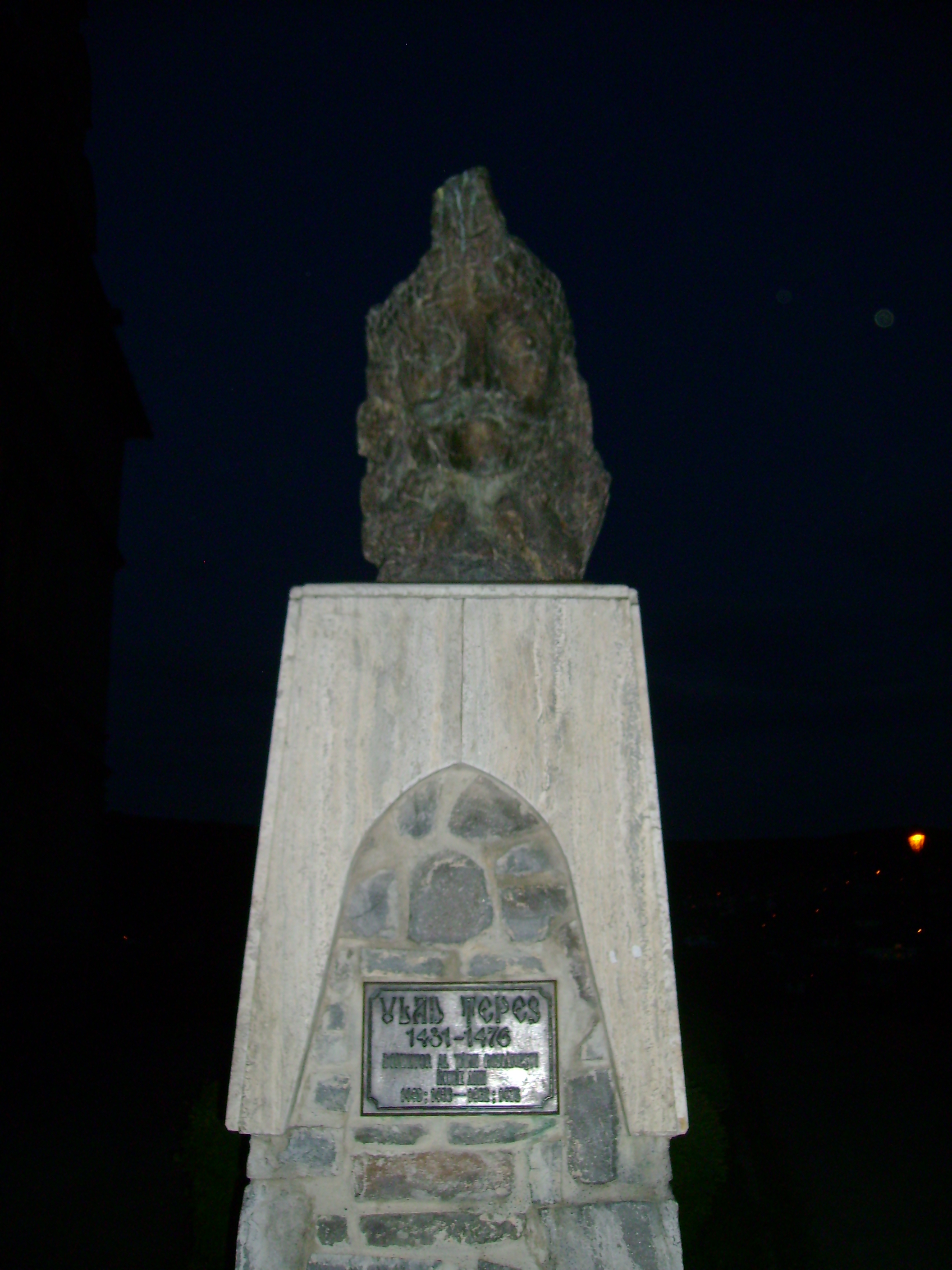
Popiersie Drakuli
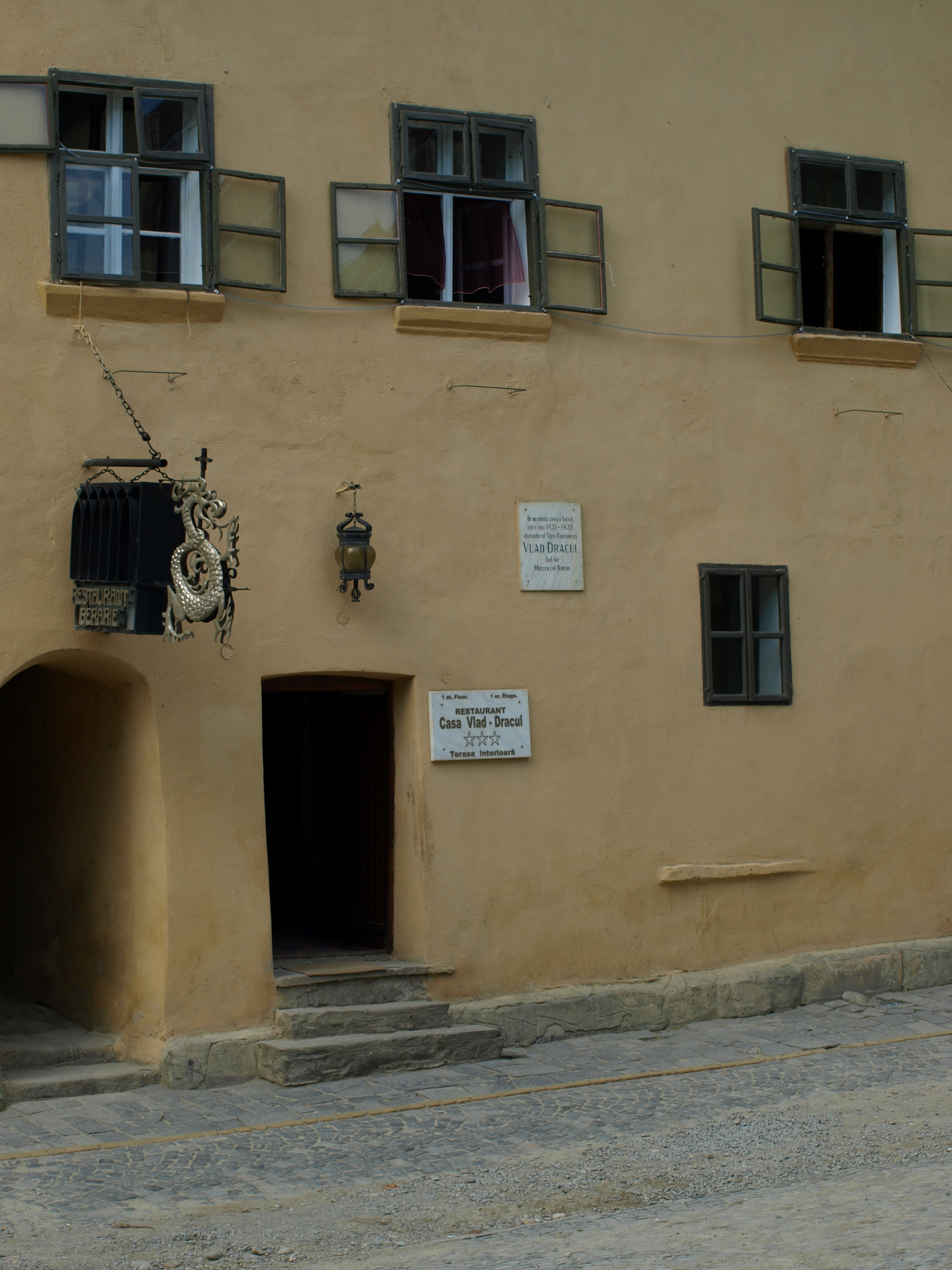
Wejście do domu, w którym urodził się Drakula
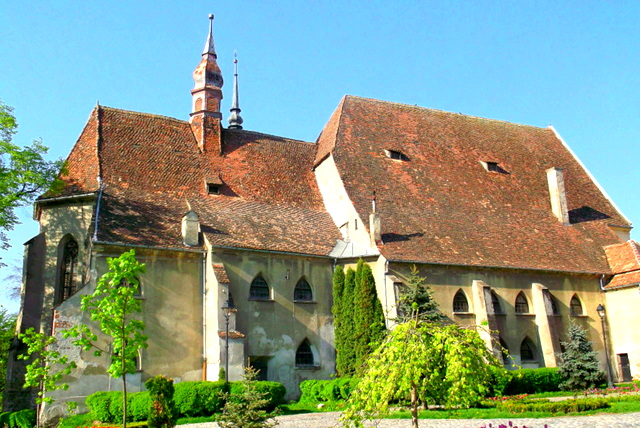
Kościół Klasztor Dominikanów (Biserica Manastirii Dominicane)
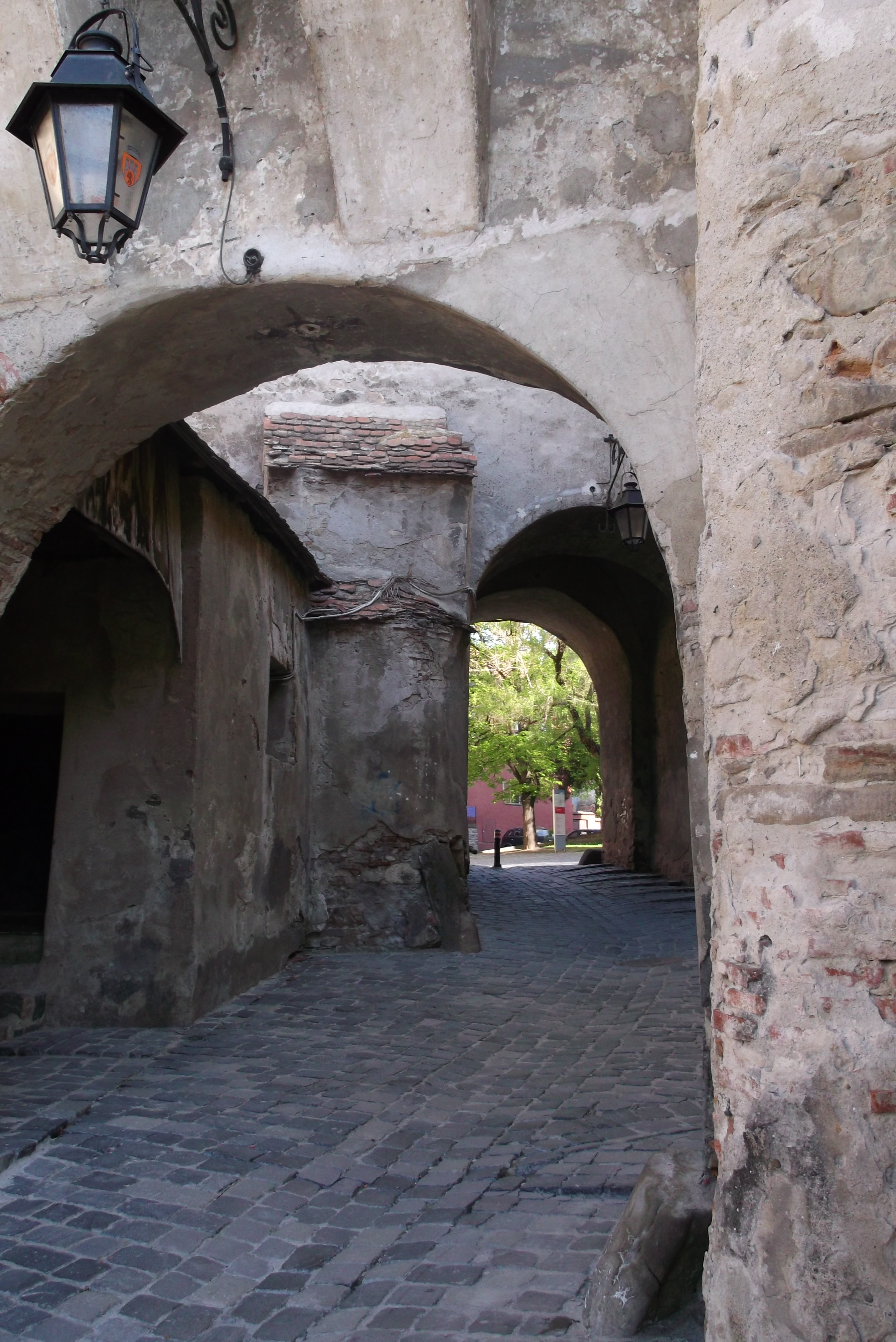
Uliczka w Sighișoarze
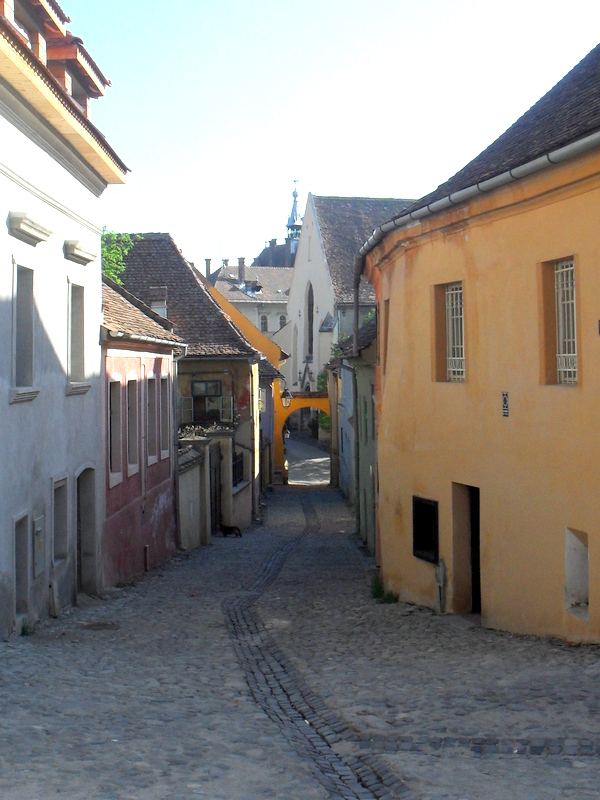
Uliczka w Sighișoarze

## Miasta partnerskie
- Zamość, Polska
- Dinkelsbühl, Niemcy
- Kiskunfélegyháza, Węgry
- Baden, Szwajcaria
- Blois, Francja
- Città di Castello, Włochy